# Santi Sergio e Bacco degli Ucraini
Santi Sergio e Bacco degli Ucraini, även benämnd Madonna del Pascolo, är en katedral som tillhör Ukrainas apostoliska exarkat i Rom. I katedralen firas liturgin enligt östlig rit. Katedralen, som är helgad åt de heliga martyrerna Sergius och Bacchus, är belägen vid Piazza della Madonna dei Monti i Rione Monti och tillhör församlingen Santi Sergio e Bacco degli Ucraini.
Santi Sergio e Bacco degli Ucraini är en av Ukrainas nationskyrkor i Rom; de övriga är San Giosafat al Gianicolo och Santa Sofia a Via Boccea.

## Beskrivning
Kyrkans första dokumenterade omnämnande förekommer i en biografi över påve Leo III från år 796. År 1741 restaurerades kyrkan av Francesco Ferrari.
År 1896 lät påve Leo XIII restaurera kyrkan och fasaden i nyklassicistisk stil ritades av arkitekten Ettore Bonoli; den har statyer föreställande kyrkofäderna Athanasios, Gregorios av Nazianzos, Basileios den store och Johannes Chrysostomos. I samband med restaureringen överläts kyrkan åt det ukrainska seminariet. År 1970 upphöjdes kyrkan till församlingskyrka.
Över högaltaret finns ikonen Madonna del Pascolo; originalet återfinns i Žyrovičy. Takfresken Jungfru Marie himmelsfärd är utförd av Sebastiano Ceccarini (1703–1783). Det högra sidoaltaret har målningen Den helige Basileios, utförd av Ignazio Stern (1679–1748). Han har även målat De heliga Sergius och Bacchus för det vänstra sidoaltaret.

## Omnämningar i kyrkoförteckningar
| Katalog                      | År         | Benämning                        |
| ---------------------------- | ---------- | -------------------------------- |
| Catalogo di Cencio Camerario | 1192       | sco. Sergio de Sebura            |
| Il Catalogo Parigino         | cirka 1230 | s. Sergi de Subura               |
| Il Catalogo di Torino        | cirka 1320 | Ecclesia sancti Sergii de Subura |
| Il Catalogo del Signorili    | cirka 1425 | ss. Sergii et Bacchi in Subura   |

## Bilder
| - Ikonen Madonna del Pascolo. - Santi Sergio e Bacco. Gravyr av Giuseppe Vasi. |